# Distribució SU de Johnson
La distribució SU de Johnson és una família de quatre paràmetres de distribució de probabilitats investigada per primera vegada per N. L. Johnson el 1949. Johnson la va proposar com una transformació de la distribució normal:
{\displaystyle z=\gamma +\delta \sinh ^{-1}\left({\frac {x-\xi }{\lambda }}\right)}
on {\displaystyle z\sim {\mathcal {N}}(0,1)}.

## Generació de variables aleatòries
Sigui U una variable aleatòria que es distribueix uniformement en l'interval unitari [0, 1]. Les variables aleatòries SU de Johnson poden generar-se a partir d'U de la manera següent:
{\displaystyle x=\lambda \sinh \left({\frac {\Phi ^{-1}(U)-\gamma }{\delta }}\right)+\xi }
on Φ és la funció de distribució acumulada de la distribució normal.

## DistribucióSBde Johnson
Norman Lloyd Johnson va ser el primer en proposar la transformació:
{\displaystyle z=\gamma +\delta \log \left({\frac {x-\xi }{\xi +\lambda -x}}\right)}
on {\displaystyle z\sim {\mathcal {N}}(0,1)}.
Les variables aleatòries SB de Johnson es poden generar a partir d'U de la següent manera:
{\displaystyle x=\lambda \left(1+\exp \left(-{\frac {\Phi ^{-1}(U)-\gamma }{\delta }}\right)\right)+\xi }
on Φ és la funció de distribució acumulada de la distribució normal. La distribució SB de Johnson és convenient per a distribucions de Platykurtic (curtosi).